# Георгій Леонідзе
Леонідзе Георгій Миколайович (груз. გიორგი ლეონიძე, 15 (27) грудня 1899, село Патардзеулі, Кахетія, тепер Сагареджойського району Грузії — 9 серпня 1966, Тбілісі, Грузія) — грузинський радянський письменник, поет, народний поет Грузії (з 1959), історик грузинської літератури, журналіст та кіносценарист, академік АН Грузії (з 1944).

## Біографія
Закінчив Тбіліську духовну семінарію, філологічний факультет Тбіліського університету. Друкуватися почав 1911 року. З 1918 року — член групи грузинських символістів «Голубі роги», згодом відійшов від символізму. Перша збірка віршів Леонідзе вийшла 1939 року. Член КПРС з 1945 року. Редагував кілька літературознавчих періодичних видань.
Після окупації Грузії комуністичною Москвою, співпрацював із новою владою.
Серед ліричних творів Леонідзе — «Побачення кипчака», «Ніноцміндська ніч», «Ніно Чавчавадзе», «Пісня першого снігу», «Цесарка», «Оле» та інші. Автор поеми «Дитинство і юність» (1939; Державна премія СРСР, 1941), поем «Порто-хала» (1951; Державна премія СРСР, 1952), «Самгорі» (1950) та інших, збірок оповідань «Чарівне дерево» (1962), кіносценаріїв. Досліджував історію грузинської літератури.
Україні присвятив вірші «Тарасові Шевченку», «Радянська Україна», цикл «У Миргороді». Переклав грузинською мовою деякі твори Т. Шевченка, І. Франка, Лесі Українки, П. Тичини, окремі розділи «Слова о полку Ігоревім».

## Українські переклади
- Вибране. — К., 1949,
- Вірші в кн.: Поезія грузинського народу, т. 2. — К., 1961,
- Олень помирав у горах. В кн.: Сузір'я, в. 2. — К., 1968.